# Tiszasziget
Tiszasziget, régebbi nevén Ószentiván község Csongrád-Csanád vármegye déli részén, a Szegedi járás egyik legdélebbi fekvésű települése. A mai település központi része egy szigetszerű kiemelkedésen jött létre nem messze a Tisza és a Maros összefolyásától, azok egykori kanyarulataival körülölelve – erről a sajátos helyzetéről kapta jelenkori nevét is –, a mai területéhez tartozó egyes lakott helyek ugyanakkor egykoron a Tisza túlpartjához tartoztak.

## Fekvése
Szegedtől délre, Magyarország, Szerbia és Románia hármashatára közelében fekszik. A település közigazgatási területének déli határa egybeesik az országhatárral; nyugat felől Szegedhez, észak és kelet felől pedig Újszentivánhoz tartozó területek határolják.
Sokáig úgy hitték, hogy a település közelében található Magyarország legmélyebben fekvő pontja (75,8 m). A falutól 1 kilométerre nyugatra alakították ki a Mélypont emlékhelyet. Később azonban kiderült, hogy a Tisza túlpartján, Gyálarét területének egy része egy kicsivel még mélyebben fekszik.)

### Megközelítése
A település közúton a Szőreg-Kübekháza-Klárafalva közti 4302-es útból kiágazó 43 104-es számú mellékúton érhető el, Újszentivánon keresztül; Térvár településrészére a 43 105-ös út vezet. Régen vasútvonal is érintette a települést, de az már nagyon régen, évtizedekkel ezelőtt megszűnt, azóta a legközelebbi vasútállomás Szőregen található (Szőreg vasútállomás).

## Története
A település első okleveles említése 1484-ből származik, azonban a 16. században a török dúlás folytan elnéptelenedett. 1746-ban szerbeket telepítettek ide, de miután 1783-ban Szeged megvásárolta a területet, azok nem maradhattak itt. Az akkoriban Ószentiván néven számon tartott településre dohánykertészeket telepítettek be, a szerbek pedig kissé távolabb új települést hoztak létre, Újszentiván néven. Ószentiván neve 1955-ben változott Tiszaszigetre. A falu Trianon előtt Torontál vármegye Törökkanizsai járásához tartozott.

### Külterületi településrészei
A település mai központjától délre, az azt egykor körbeölelő egykori folyóág (hellyel-közzel még ma is felismerhető nyomvonalon húzódott, de jelenleg már egyre nehezebben azonosítható hajdani holtág) túlpartján, egy némileg magasabban fekvő partrészen, közvetlenül az országhatár mellett fekszik Térvár nevű, egyutcás, néhány tucatnyi lakosú külterületi községrésze, mely a középkorban még önálló település volt. Első ismert említése 1450-ből származik, tehát korábbról, mint a jelenlegi anyaközségé, akkor a nevét Therwar formában jegyezték fel. 1770 körül szegedi dohánykertészek költöztek ide, akik sajátos településformát hoztak itt létre. Kedvező fekvése miatt Térvár a legnagyobb árvizeket is átvészelte. A szegényes infrastruktúrájú kis településrészen, amely Szeged felől elérhető a Tisza Volán napi néhány buszjáratával is, zömmel nyugdíjasok és gazdálkodásból élő családok laknak.
Korábban a község határain belül egy másik, önálló településrész volt Vedresháza puszta, amelyet Vedres István alakított ki az 1800-as évek elején, a területének ármentesítésével, majd 1808-ban szegedi dohánykertészeket telepített oda, magas színvonalú kísérletező gazdálkodással. Az ígéretesen fejlődő település sorsát a hatalmas, 1816-os tiszai árvíz pecsételte meg. A településnév azonban fennmaradt, sőt vasúti megállóhely is létesült ezen a néven a Szeged–Karlova-vasútvonalon; sőt miután a trianoni békeszerződést követő határmódosítás kettévágta a vonalat, a rövid megmaradt anyaországi vonalszakasznak – az itteni vonatforgalom teljes megszüntetéséig, 1959-ig – Vedresháza volt a végállomása. A megállóhely Tiszasziget központjától nyugatra, az országhatárhoz vezető út közelében volt, nem messze attól a helytől, ahol a vasútvonal, még ma is felismerhető műtárgyakkal keresztezte a közutat. A jelenkori Vedresházi tanyák nevű településrész ettől az egykori közút-vasút szintbeli keresztezéstől néhány száz méterre nyugatra található.

## Közélete

### Polgármesterei
- 1990–1994: Ábrahám János (független)[10]
- 1994–1998: Ábrahám János (független)[11]
- 1998–2002: Bodó Imre (FKgP-Fidesz-MKDSZ)[12]
- 2002–2006: Bodó Imre (Fidesz-MDF-MKDSZ-Kisgazda Polgári Egyesület)[13]
- 2006–2010: Bodó Imre (Fidesz-KDNP)[14]
- 2010–2012: Bodó Imre (Fidesz-KDNP)[15]
- 2013–2014: Ferenczi Ferenc (független)[16]
- 2014–2019: Ferenczi Ferenc (Fidesz-KDNP)[17]
- 2019–2024: Ferenczi Ferenc (Fidesz-KDNP)[18]
- 2024– : Ferenczi Ferenc (Fidesz)[1]

A településen 2013. március 24-én időközi polgármester-választást tartottak, az előző polgármester lemondása miatt.

## Népesség
| Lakosok száma | 1739 | 1745 | 1714 | 1688 | 1748 | 1755 | 1656 | 1684 | 1649 |
|               | 2013 | 2014 | 2015 | 2017 | 2020 | 2021 | 2022 | 2023 | 2024 |

2001-ben a település lakosságának közel 100%-a magyar nemzetiségűnek vallotta magát.
A 2011-es népszámlálás során a lakosok 93,6%-a magyarnak, 6% cigánynak, 0,9% románnak, 0,6% szerbnek 0,4% németnek, 0,2% bolgárnak, 0,2% horvátnak pedig  mondta magát (6,3% nem nyilatkozott; a kettős identitások miatt a végösszeg nagyobb lehet 100%-nál). A vallási megoszlás a következő volt: római katolikus 54%, református 3%, görögkatolikus 0,5%, evangélikus 0,4%, felekezeten kívüli 19,9% (21,2% nem nyilatkozott).
2022-ben a lakosság 91,4%-a vallotta magát magyarnak, 0,7% cigánynak, 0,6% szerbnek, 0,1-0,1% görögnek, szlovénnek, románnak, németnek, szlováknak, ukránnak és horvátnak, 2,7% egyéb, nem hazai nemzetiségűnek (8,4% nem nyilatkozott; a kettős identitások miatt a végösszeg nagyobb lehet 100%-nál). Vallásuk szerint 37,3% volt római katolikus, 3,2% református, 0,4% evangélikus, 0,2% görög katolikus, 0,1% ortodox, 0,1% izraelita, 1,1% egyéb keresztény, 1% egyéb katolikus, 15,7% felekezeten kívüli (40,8% nem válaszolt).

## Nevezetességei

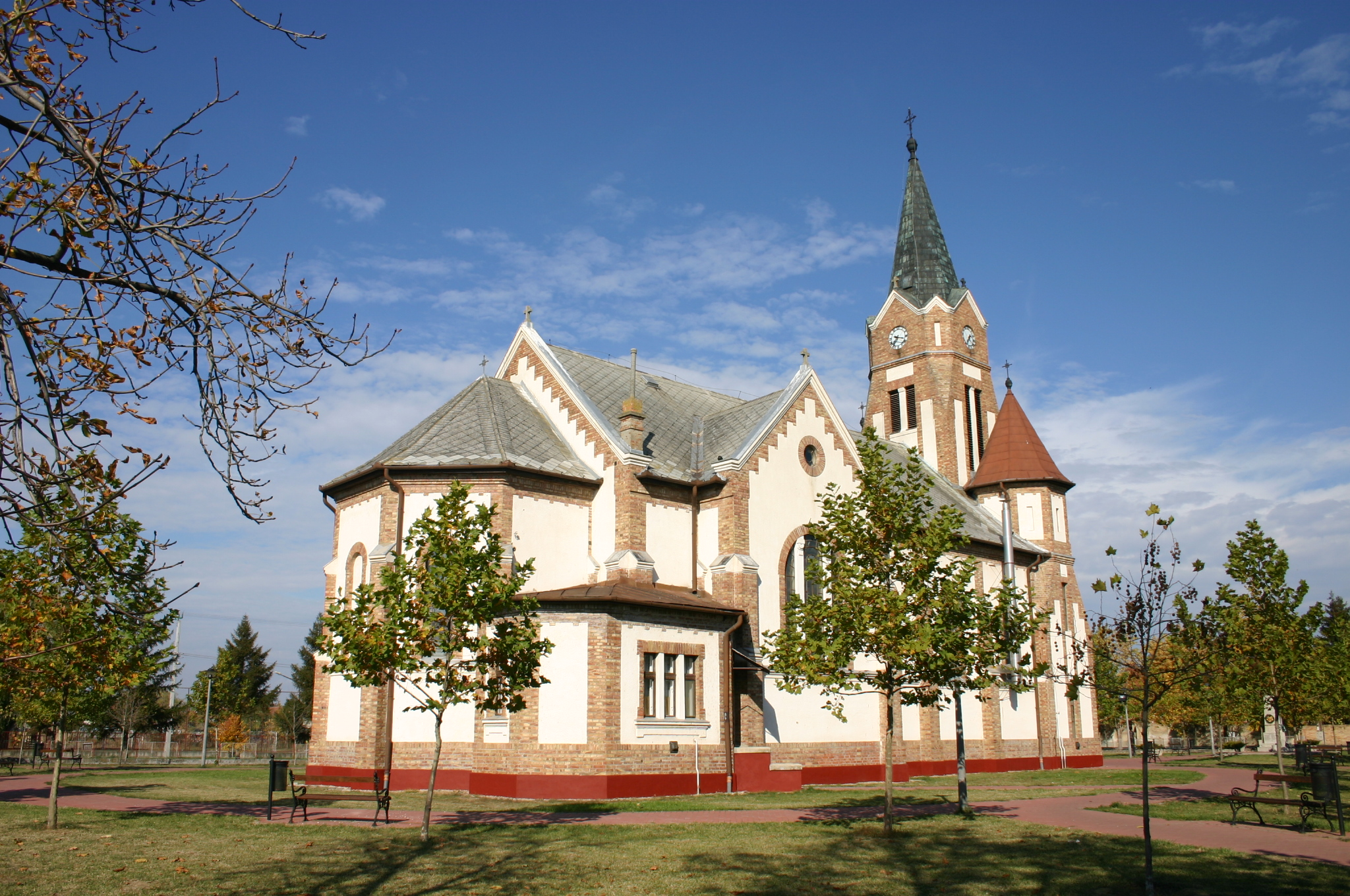
Tiszasziget temploma (1913-14)

- Római katolikus plébánia